# Лойня
Лойня (Лойна) — река в Ярцевском районе Смоленской области России. Левый приток нижнего Царевича.
Длина — 34 км, площадь водосборного бассейна — 151 км².
Лойня начинается на высоте примерно 240 м над уровнем моря около урочища Бердино на Духовщинской возвышенности. В верхней половине течёт преимущественно на юго-восток, в нижней — на юг. Устье находится на высоте 178 м над уровнем моря около западной окраины деревни Колковичи.
Около урочища Азаренки принимает слева приток Касицкая.